# مله‌هار
مله‌هار، روستایی از توابع بخش حمیل شهرستان اسلام‌آباد غرب در استان کرمانشاه ایران است.

## جمعیت
این روستا در دهستان هرسم قرار دارد و براساس سرشماری مرکز آمار ایران در سال ۱۳۸۵، جمعیت آن ۴۵۰ نفر (۱۰۰خانوار) بوده‌است.
مردم این روستا از ایل زنگنه هستند

## بافت فرهنگی روستا
این روستا از نعمت گاز و برق و آسفالت بهرمند است،
دارای فروشگاه مواد غذایی هم میباشد
در گذشته (۱۳۴۶) این روستا دارای یک باب حمام مجهز
بود که آب آن از منبع آب روستای ری بلگ سفلی تامین می شد که چندین سال کار میکرد
دارای مدرسه ابتدایی و تازه ساز به نام برکت است اما فاقد مدرسه راهنمایی و دبیرستان است.
روستا دارای زمین مشاع زیآدی است که در گذشته محل خرمن روستائیان بوده اما اکنون محل بازی بچه های روستا اما بدون امکانات می باشد.
اما بافت جمعیتی روستای مله هار دیزگران عموما از دو ایل زنگنه و ایل داجیوند(از طوایف مختلف) تشکیل شده است که ُسالهاست در کنار هم با اخوت و برادری زندگی می کنند و اهالی روستا دارای اعتقادات دینی تشیع ّبوده و به آن پایبند هستند واما بافت تاریخی روستای مله هار دیزگران:
تاریخ روستا به زمان قاجار یا نزدیک آن برمیگردد (باتوجه به صحبت بزرگان و کهنسالان)
اما با توجه به وجود تپه باستانی چغا(چیاگه) زمان ساسانیان وچیا پیریجان و هفت چشمه قدمت روستا به خیلی پیش‌تر از این می‌رسد که نیاز به تحقیق و پژوهش دارد